# Козји Врх (Подвелка)
Козји Врх (словен. Kozji Vrh) је насељено место у општини Подвелка, Корушка регија, Словенија.

## Историја
До територијалне реорганизације у Словенији био је у саставу старе општине Радље об Драви.

## Становништво
У попису становништва из 2011. године, Козји Врх је имао 62 становника.
| Број становника према пописима | Број становника према пописима | Број становника према пописима |
| ------------------------------ | ------------------------------ | ------------------------------ |
| 1991                           | 2002                           | 2011                           |
| 230                            | 52                             | 62                             |

Напомена: Године 1994. умањено за део насеља који је проглашен за ново самостално насеље Згорњи Козји Врх (Радље об Драви). Исте године је смањен за део насеља који је припојен насељу Ремшник (Радље об Драви).